# Caçapava (kommun)
Caçapava är en kommun i Brasilien.   Den ligger i delstaten São Paulo, i den sydöstra delen av landet, 800 km söder om huvudstaden Brasília. Antalet invånare är 84 844.
Följande samhällen finns i Caçapava:
- Caçapava

Omgivningarna runt Caçapava är huvudsakligen savann. Runt Caçapava är det ganska tätbefolkat, med 214 invånare per kvadratkilometer.